# Chorisoneura exquisita
Chorisoneura exquisita är en kackerlacksart som beskrevs av Rehn, J. A. G. 1932. Chorisoneura exquisita ingår i släktet Chorisoneura och familjen småkackerlackor. Inga underarter finns listade i Catalogue of Life.